# Votations fédérales de 1998 en Suisse
Dix votations fédérales ont été organisées en 1998 en Suisse  les 7 juin, 27 septembre et 29 novembre.

## Mois de juin
Le 7 juin 1998, trois objets sont soumis à la votation.
1. Le référendum obligatoire sur l'arrêté fédéral du 19 décembre 1997 instituant des mesures visant à équilibrer le budget.
2. L'initiative populaire du 21 mars 1997 « Pour la protection de la vie et de l'environnement contre les manipulations génétiques ».
3. L'initiative populaire du 21 juin 1996 « SOS - pour une Suisse sans police fouineuse ».

### Résultats
| Question                     | Pour      | Pour | Contre    | Contre | Blancs | Nuls  | Total     | Inscrits  | Partici- pation | Cantons pour | Cantons pour | Cantons contre | Cantons contre |
| Question                     | Votes     | %    | Votes     | %      | Blancs | Nuls  | Total     | Inscrits  | Partici- pation | Entiers      | Demi         | Entiers        | Demi           |
| ---------------------------- | --------- | ---- | --------- | ------ | ------ | ----- | --------- | --------- | --------------- | ------------ | ------------ | -------------- | -------------- |
| Objectif budgétaire 2001     | 1 280 329 | 70,7 | 530 486   | 29,3   | 76 513 | 7 105 | 1 894 433 | 4 629 396 | 40,92           | 20           | 6            | 0              | 0              |
| Manipulations génétiques     | 624 964   | 33,3 | 1 252 302 | 66,7   | 29 169 | 6 599 | 1 913 034 | 4 629 396 | 41,32           | 0            | 0            | 20             | 6              |
| Suisse sans police fouineuse | 451 089   | 24,6 | 1 383 055 | 75,4   | 56 644 | 6 836 | 1 897 624 | 4 629 396 | 40,99           | 0            | 0            | 20             | 6              |

## Mois de septembre
Le 27 septembre 1998, trois objets sont soumis à la votation.
1. Le référendum facultatif sur la loi fédérale du 19 décembre 1997 concernant une redevance sur le trafic des poids lourds liée aux prestations.
2. L'initiative populaire du 21 mars 1997 « Pour des produits alimentaires bon marché et des exploitations agricoles écologiques ».
3. L'initiative populaire du 19 décembre 1997 « Pour la 10e révision de l'AVS sans relèvement de l'âge de la retraite ».

### Résultats
| Question                            | Pour      | Pour | Contre    | Contre | Blancs | Nuls  | Total     | Inscrits  | Partici- pation | Cantons pour | Cantons pour | Cantons contre | Cantons contre |
| Question                            | Votes     | %    | Votes     | %      | Blancs | Nuls  | Total     | Inscrits  | Partici- pation | Entiers      | Demi         | Entiers        | Demi           |
| ----------------------------------- | --------- | ---- | --------- | ------ | ------ | ----- | --------- | --------- | --------------- | ------------ | ------------ | -------------- | -------------- |
| Redevance trafic poids lourds       | 1 355 735 | 57,2 | 1 014 370 | 42,8   | 24 674 | 7 481 | 2 402 260 | 4 637 498 | 51,80           |              |              |                |                |
| Exploitations agricoles écologiques | 535 873   | 23,0 | 1 793 591 | 77,0   | 54 514 | 7 680 | 2 391 658 | 4 637 498 | 51,57           | 0            | 0            | 20             | 6              |
| 10e révision de l'AVS               | 973 966   | 41,5 | 1 374 139 | 58,5   | 38 203 | 7 716 | 2 394 024 | 4 637 498 | 40,99           | 5            | 0            | 15             | 6              |

## Mois de novembre
Le 29 novembre 1998, quatre objets sont soumis à la votation.
1. Le référendum obligatoire sur l'arrêté fédéral du 20 mars 1998 relatif à la réalisation et au financement des projets d'infrastructure des transports publics.
2. Le référendum obligatoire sur l'arrêté fédéral du 29 avril 1998 sur un nouvel article céréalier de durée limitée.
3. L'initiative populaire du 21 mars 1997 « Pour une politique raisonnable en matière de drogue ».
4. Le référendum facultatif sur la modification du 20 mars 1998 de la loi fédérale sur le travail dans l'industrie, l'artisanat et le commerce (Loi sur le travail).

### Résultats
| Question                         | Pour      | Pour | Contre    | Contre | Blancs | Nuls  | Total     | Inscrits  | Partici- pation | Cantons pour | Cantons pour | Cantons contre | Cantons contre |
| Question                         | Votes     | %    | Votes     | %      | Blancs | Nuls  | Total     | Inscrits  | Partici- pation | Entiers      | Demi         | Entiers        | Demi           |
| -------------------------------- | --------- | ---- | --------- | ------ | ------ | ----- | --------- | --------- | --------------- | ------------ | ------------ | -------------- | -------------- |
| Modernisation des chemins de fer | 1 104 294 | 63,5 | 634 714   | 36,5   | 32 150 | 5 865 | 1 777 023 | 4 638 305 | 38,31           | 19           | 3            | 1              | 3              |
| Article céréalier                | 1 318 585 | 79,4 | 341 473   | 20,6   | 96 537 | 7 325 | 1 763 920 | 4 638 305 | 38,03           | 20           | 6            | 0              | 0              |
| Politique en matière de drogue   | 453 451   | 26,0 | 1 290 070 | 74,0   | 30 286 | 5 890 | 1 779 697 | 4 638 305 | 38,37           | 0            | 0            | 20             | 6              |
| Loi sur le travail               | 1 072 978 | 63,4 | 620 011   | 36,6   | 68 253 | 6 452 | 1 767 694 | 4 638 305 | 38,11           |              |              |                |                |